# Hades (fribrottare)
Hades, tidigare känd som Hahastary, född 10 oktober 1998 i Ciudad Madero i Tamaulipas, är en mexikansk fribrottare inom den mexikanska stilen lucha libre som sedan slutet av 2017 brottas regelbundet i Mexikos näst största förbund, Lucha Libre AAA Worldwide. Tidigare var hon ett av de största kvinnliga affischnamnen på den mexikanska oberoende scenen i fria förbund som MexaWrestling, Lucha Memes och Generacion XXI.
Som många andra mexikanska fribrottare uppträder hon under en fribrottningsmask, enligt traditionerna inom lucha libre. Hennes riktiga namn och identitet är inte känd av allmänheten.
Hahastary gjorde sin debut som trettonåring i sin hemstad Ciudad Madero den 20 november 2011. Hon har tränat lucha libre sedan 2010. Hennes första tränare var Príncipe Orquidea. Senare tränades hon av de lokala brottarna Mensajero de la Muerto, Aborto och Okuzuno. Senare i karriären kom hon att tränas av de betydligt mer namnkunniga Black Terry, Villano och Gran Apache i Mexico City. Hennes familj var i början skeptiskt inställda till hennes intresse och karriärval då de ansåg att lucha libre var en sport för män, men kom sedermera att stötta henne.